# Liste der Nummer-eins-Hits in Dänemark (2019)
Dies ist eine Liste der Nummer-eins-Hits in Dänemark im Jahr 2019. Sie basiert auf den offiziellen Album Top-40 und Track Top-40, die im Auftrag von IFPI Dänemark erstellt werden.

## Singles
| ← 2018 ← | Liste der Nummer-eins-Hits in Dänemark | Liste der Nummer-eins-Hits in Dänemark | Liste der Nummer-eins-Hits in Dänemark | 2020 → |
| \| Zeitraum \| Wo. ges. \| Interpret \| Titel Autor(en) \| Zusätzliche Informationen \| \| (Zeitraum, Wochen auf Platz eins, Interpret, Titel, Autor[en], zusätzliche Informationen) \| \| \| \| \| \| ----------------------------------------------------------------------------------------- \| -------- \| ----------------------------- \| -------------------------------------------------------------------------------------------------------------------------------------------------- \| -------------------------------------------------------------------------------------------------------------------------------------------------------------------------------------------------- \| \| 1. Woche 1 Woche \| 1 \| Gilli \| Kolde nætter \| – \| \| 2. Woche 1 Woche \| 1 \| Kesi \| X \| – \| \| 3.–11. Woche 9 Wochen \| 9 \| Lady Gaga & Bradley Cooper \| Shallow Lady Gaga, Andrew Wyatt, Anthony Rossomando, Mark Ronson \| – \| \| 12.–14. Woche 3 Wochen \| 3 \| Lord Siva feat. Vera \| Paris \| – \| \| 15.–18. Woche 4 Wochen \| 4 \| Lil Nas X \| Old Town Road Montero Hill, Trent Reznor, Atticus Ross \| – \| \| 19. Woche 1 Woche \| 1 \| Ed Sheeran & Justin Bieber \| I Don’t Care Ed Sheeran, Justin Bieber, Max Martin, Shellback, Jason Boyd, Fred Gibson \| – \| \| 20.–25. Woche 6 Wochen \| 6 \| Gilli \| Vai amor Kian Rosenberg Larsson, Nicki Pooyandeh \| – \| \| 26.–32. Woche 7 Wochen \| 7 \| Shawn Mendes & Camila Cabello \| Señorita Shawn Mendes, Camila Cabello, Andrew Wotman, Benjamin Levin, Ali Tamposi, Charlotte Emma Aitchison, Jack Patterson, Magnus August Høiberg \| – \| \| 33.–39. Woche 7 Wochen \| 7 \| Tones and I \| Dance Monkey Toni Watson \| – \| \| 40.–43. Woche 4 Wochen \| 4 \| Node \| Super Mario \| – \| \| 44.–45. Woche 2 Wochen \| 2 \| Branco & Gilli \| Verden vender \| – \| \| 46.–47. Woche 2 Wochen \| 2 \| A’typisk feat. Gilli & Kesi \| Kærlighed \| – \| \| 48. Woche 1 Woche (insgesamt 2) \| 2 \| Mariah Carey \| All I Want for Christmas Is You Mariah Carey, Walter Afanasieff \| – \| \| 49.–51. Woche 3 Wochen (insgesamt 11) \| 11 \| Burhan G & Frida Brygmann \| Tinka Burhan Genç Koç, Frida Hilarius Brygmann Knutzon, Lars Ankerstjerne Christensen \| Die Titelmelodie der alljährlichen Weihnachtsserie hatte in den beiden Vorjahren bereits Platz 2 bzw. Platz 3 erreicht und erobert im dritten Anlauf die Spitze; 2022 erreichte sie erneut Platz 1 \| \| 52. Woche 2019 – 3. Woche 2020 4 Wochen \| 4 \| Lolo feat. Branco & Larry 44 \| Pub G \| – \| |                                        |                                        | | |
| ← 2018 |                                        |                                        | | → 2020 → |
| Zeitraum | Wo. ges.                               | Interpret                              | Titel Autor(en) | Zusätzliche Informationen |
| (Zeitraum, Wochen auf Platz eins, Interpret, Titel, Autor[en], zusätzliche Informationen) |                                        |                                        | | |
| 1. Woche 1 Woche | 1                                      | Gilli                                  | Kolde nætter | – |
| 2. Woche 1 Woche | 1                                      | Kesi                                   | X | – |
| 3.–11. Woche 9 Wochen | 9                                      | Lady Gaga & Bradley Cooper             | Shallow Lady Gaga, Andrew Wyatt, Anthony Rossomando, Mark Ronson                                                                                   | – |
| 12.–14. Woche 3 Wochen | 3                                      | Lord Siva feat. Vera                   | Paris | – |
| 15.–18. Woche 4 Wochen | 4                                      | Lil Nas X                              | Old Town Road Montero Hill, Trent Reznor, Atticus Ross                                                                                             | – |
| 19. Woche 1 Woche | 1                                      | Ed Sheeran & Justin Bieber             | I Don’t Care Ed Sheeran, Justin Bieber, Max Martin, Shellback, Jason Boyd, Fred Gibson                                                             | – |
| 20.–25. Woche 6 Wochen | 6                                      | Gilli                                  | Vai amor Kian Rosenberg Larsson, Nicki Pooyandeh                                                                                                   | – |
| 26.–32. Woche 7 Wochen | 7                                      | Shawn Mendes & Camila Cabello          | Señorita Shawn Mendes, Camila Cabello, Andrew Wotman, Benjamin Levin, Ali Tamposi, Charlotte Emma Aitchison, Jack Patterson, Magnus August Høiberg | – |
| 33.–39. Woche 7 Wochen | 7                                      | Tones and I                            | Dance Monkey Toni Watson | – |
| 40.–43. Woche 4 Wochen | 4                                      | Node                                   | Super Mario | – |
| 44.–45. Woche 2 Wochen | 2                                      | Branco & Gilli                         | Verden vender | – |
| 46.–47. Woche 2 Wochen | 2                                      | A’typisk feat. Gilli & Kesi            | Kærlighed | – |
| 48. Woche 1 Woche (insgesamt 2) | 2                                      | Mariah Carey                           | All I Want for Christmas Is You Mariah Carey, Walter Afanasieff                                                                                    | – |
| 49.–51. Woche 3 Wochen (insgesamt 11) | 11                                     | Burhan G & Frida Brygmann              | Tinka Burhan Genç Koç, Frida Hilarius Brygmann Knutzon, Lars Ankerstjerne Christensen                                                              | Die Titelmelodie der alljährlichen Weihnachtsserie hatte in den beiden Vorjahren bereits Platz 2 bzw. Platz 3 erreicht und erobert im dritten Anlauf die Spitze; 2022 erreichte sie erneut Platz 1 |
| 52. Woche 2019 – 3. Woche 2020 4 Wochen | 4                                      | Lolo feat. Branco & Larry 44           | Pub G | – |

## Alben
| ← 2018 ← | Liste der Nummer-eins-Hits in Dänemark | Liste der Nummer-eins-Hits in Dänemark | Liste der Nummer-eins-Hits in Dänemark   | 2020 →                    |
| \| Zeitraum \| Wo. ges. \| Interpret \| Titel \| Zusätzliche Informationen \| \| (Zeitraum, Wochen auf Platz eins, Interpret, Titel, zusätzliche Informationen) \| \| \| \| \| \| ------------------------------------------------------------------------------ \| -------- \| -------------------------- \| ---------------------------------------- \| ------------------------- \| \| 53. Woche 2018 – 5. Woche 2019 6 Wochen (insgesamt 10) \| 10 \| Lady Gaga & Bradley Cooper \| A Star Is Born \| – \| \| 6. Woche 1 Woche \| 1 \| Ariana Grande \| Thank U, Next \| – \| \| 7.–8. Woche 2 Wochen (insgesamt 10) \| 10 \| Lady Gaga & Bradley Cooper \| A Star Is Born \| – \| \| 9. Woche 1 Woche \| 1 \| (Verschiedene Interpreten) \| MGP 2019 \| – \| \| 10. Woche 1 Woche (insgesamt 10) \| 10 \| Lady Gaga & Bradley Cooper \| A Star Is Born \| – \| \| 11. Woche 1 Woche \| 1 \| Hans Philip \| Forevigt \| – \| \| 12. Woche 1 Woche (insgesamt 10) \| 10 \| Lady Gaga & Bradley Cooper \| A Star Is Born \| – \| \| 13.–15. Woche 3 Wochen \| 3 \| Kim Larsen \| Sange fra første sal \| – \| \| 16. Woche 1 Woche (insgesamt 5) \| 5 \| Billie Eilish \| When We All Fall Asleep, Where Do We Go? \| – \| \| 17. Woche 1 Woche \| 1 \| Sivas \| Contra \| – \| \| 18.–19. Woche 2 Wochen (insgesamt 5) \| 5 \| Billie Eilish \| When We All Fall Asleep, Where Do We Go? \| – \| \| 20. Woche 1 Woche \| 1 \| Rammstein \| Unbetitelt \| – \| \| 21. Woche 1 Woche (insgesamt 5) \| 5 \| Billie Eilish \| When We All Fall Asleep, Where Do We Go? \| – \| \| 22. Woche 1 Woche \| 1 \| D-A-D \| A Prayer for the Loud \| – \| \| 23. Woche 1 Woche (insgesamt 5) \| 5 \| Billie Eilish \| When We All Fall Asleep, Where Do We Go? \| – \| \| 24.–27. Woche 4 Wochen \| 4 \| Branco \| Baba Business \| – \| \| 28.–35. Woche 8 Wochen \| 8 \| Gilli \| Kiko \| – \| \| 36. Woche 1 Woche (insgesamt 7) \| 7 \| Post Malone \| Hollywood’s Bleeding \| – \| \| 37. Woche 1 Woche \| 1 \| Stepz \| Stepzologi \| – \| \| 38.–42. Woche 5 Wochen (insgesamt 7) \| 7 \| Post Malone \| Hollywood’s Bleeding \| – \| \| 43. Woche 1 Woche \| 1 \| Kanye West \| Jesus Is King \| – \| \| 44. Woche 1 Woche (insgesamt 7) \| 7 \| Post Malone \| Hollywood’s Bleeding \| – \| \| 45.–50. Woche 6 Wochen (insgesamt 7) \| 7 \| Rasmus Seebach \| Tak for turen: De første 10 är \| – \| \| 51. Woche 1 Woche (insgesamt 23) \| 23 \| Michael Bublé \| Christmas \| – \| \| 52. Woche 1 Woche (insgesamt 7) \| 7 \| Rasmus Seebach \| Tak for turen: De første 10 är \| – \| |                                        |                                        |                                          |                           |
| ← 2018 |                                        |                                        |                                          | → 2020 →                  |
| Zeitraum | Wo. ges.                               | Interpret                              | Titel                                    | Zusätzliche Informationen |
| (Zeitraum, Wochen auf Platz eins, Interpret, Titel, zusätzliche Informationen) |                                        |                                        |                                          |                           |
| 53. Woche 2018 – 5. Woche 2019 6 Wochen (insgesamt 10) | 10                                     | Lady Gaga & Bradley Cooper             | A Star Is Born                           | –                         |
| 6. Woche 1 Woche | 1                                      | Ariana Grande                          | Thank U, Next                            | –                         |
| 7.–8. Woche 2 Wochen (insgesamt 10) | 10                                     | Lady Gaga & Bradley Cooper             | A Star Is Born                           | –                         |
| 9. Woche 1 Woche | 1                                      | (Verschiedene Interpreten)             | MGP 2019                                 | –                         |
| 10. Woche 1 Woche (insgesamt 10) | 10                                     | Lady Gaga & Bradley Cooper             | A Star Is Born                           | –                         |
| 11. Woche 1 Woche | 1                                      | Hans Philip                            | Forevigt                                 | –                         |
| 12. Woche 1 Woche (insgesamt 10) | 10                                     | Lady Gaga & Bradley Cooper             | A Star Is Born                           | –                         |
| 13.–15. Woche 3 Wochen | 3                                      | Kim Larsen                             | Sange fra første sal                     | –                         |
| 16. Woche 1 Woche (insgesamt 5) | 5                                      | Billie Eilish                          | When We All Fall Asleep, Where Do We Go? | –                         |
| 17. Woche 1 Woche | 1                                      | Sivas                                  | Contra                                   | –                         |
| 18.–19. Woche 2 Wochen (insgesamt 5) | 5                                      | Billie Eilish                          | When We All Fall Asleep, Where Do We Go? | –                         |
| 20. Woche 1 Woche | 1                                      | Rammstein                              | Unbetitelt                               | –                         |
| 21. Woche 1 Woche (insgesamt 5) | 5                                      | Billie Eilish                          | When We All Fall Asleep, Where Do We Go? | –                         |
| 22. Woche 1 Woche | 1                                      | D-A-D                                  | A Prayer for the Loud                    | –                         |
| 23. Woche 1 Woche (insgesamt 5) | 5                                      | Billie Eilish                          | When We All Fall Asleep, Where Do We Go? | –                         |
| 24.–27. Woche 4 Wochen | 4                                      | Branco                                 | Baba Business                            | –                         |
| 28.–35. Woche 8 Wochen | 8                                      | Gilli                                  | Kiko                                     | –                         |
| 36. Woche 1 Woche (insgesamt 7) | 7                                      | Post Malone                            | Hollywood’s Bleeding                     | –                         |
| 37. Woche 1 Woche | 1                                      | Stepz                                  | Stepzologi                               | –                         |
| 38.–42. Woche 5 Wochen (insgesamt 7) | 7                                      | Post Malone                            | Hollywood’s Bleeding                     | –                         |
| 43. Woche 1 Woche | 1                                      | Kanye West                             | Jesus Is King                            | –                         |
| 44. Woche 1 Woche (insgesamt 7) | 7                                      | Post Malone                            | Hollywood’s Bleeding                     | –                         |
| 45.–50. Woche 6 Wochen (insgesamt 7) | 7                                      | Rasmus Seebach                         | Tak for turen: De første 10 är           | –                         |
| 51. Woche 1 Woche (insgesamt 23) | 23                                     | Michael Bublé                          | Christmas                                | –                         |
| 52. Woche 1 Woche (insgesamt 7) | 7                                      | Rasmus Seebach                         | Tak for turen: De første 10 är           | –                         |

## Jahreshitparaden
| ← 2018 ← | Liste der Nummer-eins-Hits in Dänemark | Liste der Nummer-eins-Hits in Dänemark                 | Liste der Nummer-eins-Hits in Dänemark | 2020 →   |
| \| Singles \| Position# \| Alben \| \| -------------------------------------------------------------------------------------------------------------------------------------------------------------------------------- \| --------- \| ------------------------------------------------------ \| \| Vai amor Gilli Kian Rosenberg Larsson, Nicki Pooyandeh \| 1 \| A Star Is Born Lady Gaga & Bradley Cooper \| \| Shallow Lady Gaga & Bradley Cooper Lady Gaga, Andrew Wyatt, Anthony Rossomando, Mark Ronson \| 2 \| Kiko Gilli \| \| Old Town Road Lil Nas X Montero Hill, Trent Reznor, Atticus Ross \| 3 \| When We All Fall Asleep, Where Do We Go? Billie Eilish \| \| Dance Monkey Tones and I Toni Watson \| 4 \| Sange fra første sal Kim Larsen \| \| Bad Guy (Remix) Billie Eilish & Justin Bieber Billie O’Connell, Finneas O’Connell, Justin Bieber, Jason Boyd \| 5 \| 1991 Topgunn \| \| Someone You Loved Lewis Capaldi \| 6 \| Hollywood’s Bleeding Post Malone \| \| I Don’t Care Ed Sheeran & Justin Bieber Ed Sheeran, Justin Bieber, Max Martin, Shellback, Poo Bear, Fred Gibson \| 7 \| No. 6 Collaborations Project Ed Sheeran \| \| Señorita Shawn Mendes & Camila Cabello Shawn Mendes, Camila Cabello, Andrew Wotman, Benjamin Levin, Ali Tamposi, Charlotte Emma Aitchison, Jack Patterson, Magnus August Høiberg \| 8 \| ÷ Ed Sheeran \| \| Paris Lord Siva feat. Vera Andreas Odbjerg, Brian Sivabalan, Mads Koch, William Frederik Asingh \| 9 \| 3 (The Purple Album) Lukas Graham \| \| Wow Post Malone Austin Post, Louis Bell, Adam Feeney, Billy Walsh \| 10 \| Beerbongs & Bentleys Post Malone \| |                                        |                                                        |                                        |          |
| ← 2018 |                                        |                                                        |                                        | → 2020 → |
| Singles | Position#                              | Alben                                                  |                                        |          |
| Vai amor Gilli Kian Rosenberg Larsson, Nicki Pooyandeh | 1                                      | A Star Is Born Lady Gaga & Bradley Cooper              |                                        |          |
| Shallow Lady Gaga & Bradley Cooper Lady Gaga, Andrew Wyatt, Anthony Rossomando, Mark Ronson | 2                                      | Kiko Gilli                                             |                                        |          |
| Old Town Road Lil Nas X Montero Hill, Trent Reznor, Atticus Ross | 3                                      | When We All Fall Asleep, Where Do We Go? Billie Eilish |                                        |          |
| Dance Monkey Tones and I Toni Watson | 4                                      | Sange fra første sal Kim Larsen                        |                                        |          |
| Bad Guy (Remix) Billie Eilish & Justin Bieber Billie O’Connell, Finneas O’Connell, Justin Bieber, Jason Boyd | 5                                      | 1991 Topgunn                                           |                                        |          |
| Someone You Loved Lewis Capaldi | 6                                      | Hollywood’s Bleeding Post Malone                       |                                        |          |
| I Don’t Care Ed Sheeran & Justin Bieber Ed Sheeran, Justin Bieber, Max Martin, Shellback, Poo Bear, Fred Gibson | 7                                      | No. 6 Collaborations Project Ed Sheeran                |                                        |          |
| Señorita Shawn Mendes & Camila Cabello Shawn Mendes, Camila Cabello, Andrew Wotman, Benjamin Levin, Ali Tamposi, Charlotte Emma Aitchison, Jack Patterson, Magnus August Høiberg | 8                                      | ÷ Ed Sheeran                                           |                                        |          |
| Paris Lord Siva feat. Vera Andreas Odbjerg, Brian Sivabalan, Mads Koch, William Frederik Asingh | 9                                      | 3 (The Purple Album) Lukas Graham                      |                                        |          |
| Wow Post Malone Austin Post, Louis Bell, Adam Feeney, Billy Walsh | 10                                     | Beerbongs & Bentleys Post Malone                       |                                        |          |